# Видеркер, Даниэль
Даниэль Видеркер (нем. Daniel Wiederkehr, род. 15 мая 1989, Баден, Аргау) — швейцарский гребец, участник летних Олимпийских игр 2016 года, бронзовый призёр молодёжного чемпионата мира.

## Спортивная биография
Заниматься греблей Видеркер начал в 2002 году. С 2010 года Даниэль начал выступать на юниорских чемпионатах мира. На своём первом молодёжном чемпионате молодой гребец в составе лёгкой четвёрки занял 4-е место в финале B. Весной 2011 года Видеркер был включён в состав парной легковесной четвёрки для участия в домашнем этапе Кубка мира. На молодёжном чемпионате мира 2011 года в Амстердаме экипаж швейцарской легковесной четвёрки с Видеркером в составе стал бронзовым призёром первенства.
В августе 2012 года Видеркер принял участие в своём первом взрослом чемпионате мира. Поскольку в этот же год проходили и Олимпийские игры, то в программу мирового первенства были включены только неолимпийские дисциплины. Видеркер на чемпионате был заявлен в экипаж легковесных парных четвёрок. По результатам турнира швейцарцы заняли лишь 10-е место, а Даниэль был заменён после отборочного заезда на Эмиля Меркта.
С 2013 года Видеркер начал выступать в легковесных одиночках. За год индивидуальных выступлений Даниэль принял участие в нескольких этапах Кубка мира, но показывал результаты в районе второго десятка. В мае 2015 года на международной регате в словенском Бледе Видеркер дебютировал в соревнованиях легковесных парных двоек вместе с Микаэлем Шмидом. На чемпионате Европы 2015 года швейцарский экипаж вышел в финал B, где занял 4-е место. Такого же результата Шмид и Видеркер добились и на мировом первенстве во французском Эгбелет-ле-Лак, причём этот результат позволил швейцарцам завоевать олимпийскую лицензию. В мае 2016 года Шмид и Видеркер стали первыми в финале B на чемпионате Европы, после чего НОК страны официально объявил, что швейцарский экипаж утверждён для участия в Играх в Рио-де-Жанейро.
На летних Олимпийских играх 2016 года Шмид и Видеркер дважды подряд становились третьими в своих заплывах, в результате чего не смогли отобраться в основной полуфинал соревенований. По итогам классификационных заездов швейцарская двойка заняла общее 13-е место.